# Antechinus adustus
Espèce
Statut de conservation UICN

 LC  : Préoccupation mineure
L'Antechine roux (Antechinus adustus) est une espèce de petit marsupial carnivore de la famille des Dasyuridae. C'est une espèce très proche d'Antechinus stuartii.

## Répartition
Cette espèce est endémique du nord-est du Queensland en Australie. Elle se rencontre dans une petite région de forêt tropicale allant de Paluma (près de Townsville) au mont Spurgeon (près de Mossman).

## Description

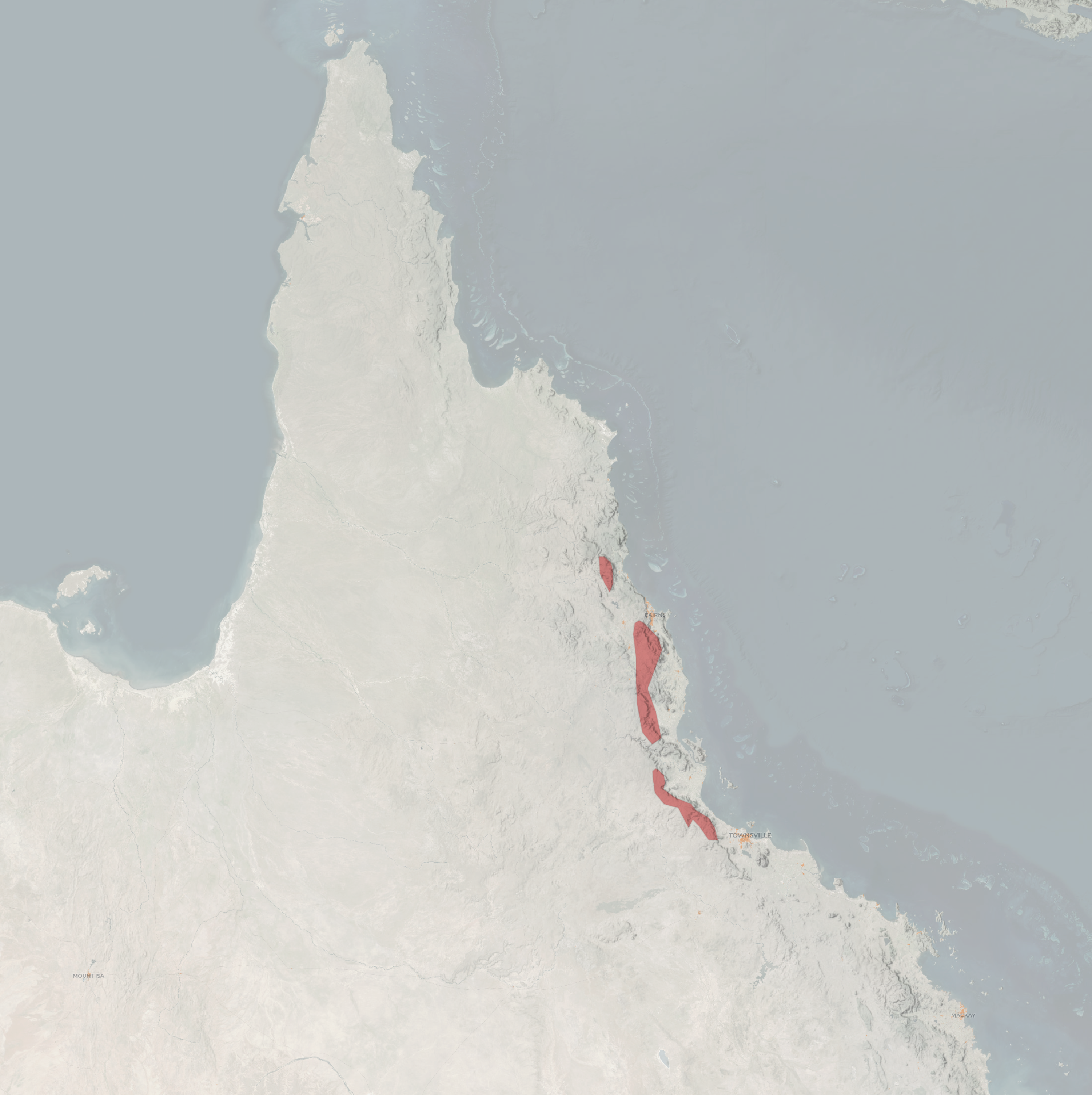
aire de répartition d'Antechinus adustus

Antechinus adustus diffère d'Antechinus stuartii par son pelage plus long et plus foncé. Comme pour la plupart des animaux du même genre, les mâles meurent après la saison des amours.